# زمن متري
الزمن المتري (بالإنجليزية: Metric time)‏ هو قياس الفترات الزمنية باستخدام النظام المتري والذي يعتبر الثانية وحدة القياس الأساسية للوقت، ومضاعافاتها المكونة من سوابق النظام الدولي للوحدات مثل كيلو ثانية وميلي ثانية.
القياس المتري لا يحدد التوقيت اليومي، حيث أن هناك مقاييس أخرى تقوم بهذه المحمة وإن كانت تعتمد أساسا علي وحدات النظام المتري لتحديد الوقت، كما أن هناك عدد من الوحدات الزمنية مثل الدقيقة والساعة واليوم، وهذه الوحدات مقبولة من قبل نظام الوحدات الدولي لكنها ليست جزء منه.